# 주나곤노쓰보네 (다이라노 도모모리의 딸)
츄나곤노츠보네(일본어: 中納言局 ちゅうなごんのつぼね[*], 지쇼 5년 (1181년) - 몰년 미상)는 가마쿠라 시대 전기의 여관이다. 헤이케 일문의 타이라노 토모모리의 딸이다. 어머니는 지부쿄노츠보네이다. 고호리카와 천황의 다이리 뇨보이다. 후지와라노 노리모치의 아내이다. 자녀로는 노리츠구, 딸 (후지와라노 타카치카의 아내, 후에 이혼)이 있다.
겐페이 전쟁 중에 태어났고, 얼마 지나지 않아 생가인 헤이케 일문은 안토쿠 천황을 모시고 낙향하게 되어 부모와 함께 서쪽으로 도망갔다. 오빠 토모아키라 아버지 토모모리는 전투 중에 전사ㆍ자살하였고, 어머니 지부쿄노츠보네는 살아남아 딸과 함께 수도로 돌아왔다. 겐큐 7년 (1196년), 동복오빠 토모타다가 모반을 일으켜 효수되었다.
조큐 3년 (1221년) 6월, 조큐의 난에서는 남편 노리모치가 고토바 상황 측의 주모자로서 처형되었다. 16살이었던 아들 노리츠구는 구명되었다.
난 후, 가마쿠라 막부의 뜻에 따라 어머니 지부쿄노츠보네가 유모를 한 고타카쿠라인의 아들인 고호리카와 천황이 옹립되었다. 츄나곤노츠보네는 고호리카와 천황의 다이리 뇨보로서 섬겼으며, 『메이게츠키(明月記)』 (가로쿠 원년 (1225년) 5월 13일조)에는 "권세의 여자"라고 기록되어있다.